# Mistrzostwa Europy w Lekkoatletyce 1982 – chód na 20 km mężczyzn
Chód na 20 kilometrów był jedną z konkurencji rozgrywanych podczas XIII mistrzostw Europy w Atenach. Został rozegrany 7 września 1982 roku. Zwycięzcą tej konkurencji został reprezentant Hiszpanii Josep Marín. W rywalizacji wzięło udział dwudziestu jeden zawodników z trzynastu reprezentacji.

## Rekordy
| Rekord świata     | Domingo Colín (MEX)       | 1:19:35   | Czerkasy, ZSRR        | 27.04.1980 |
| Rekord Europy     | Jewgienij Jewsiukow (SUN) | 1:19:53   | Czerkasy, ZSRR        | 27.04.1980 |
| Rekord mistrzostw | Roland Wieser (GDR)       | 1:23:11,5 | Praga, Czechosłowacja | 30.08.1978 |

## Wyniki

### Finał
| Miejsce | Zawodnik              | Czas    |
| ------- | --------------------- | ------- |
| 1       | Josep Marín           | 1:23:43 |
| 2       | Jozef Pribilinec      | 1:25:55 |
| 3       | Pavol Blažek          | 1:26:13 |
| 4       | Gérard Lelièvre       | 1:26:30 |
| 5       | Alessandro Pezzatini  | 1:26:39 |
| 6       | Carlo Mattioli        | 1:26:56 |
| 7       | Nikołaj Matwiejew     | 1:27:57 |
| 8       | Reima Salonen         | 1:28:04 |
| 9       | Roland Wieser         | 1:29:11 |
| 10      | Piotr Poczinczuk      | 1:30:13 |
| 11      | Steve Barry           | 1:31:00 |
| 12      | Martial Fesselier     | 1:32:23 |
| 13      | Ian McCombie          | 1:32:36 |
| 14      | José Pinto            | 1:34:19 |
| 15      | Lennart Mether        | 1:35,09 |
| 16      | Jan Staaf             | 1:37:37 |
| 17      | Franz-Josef Weber     | 1:39:38 |
| 18      | Leif Christensen      | 1:45:45 |
| –       | Bo Gustafsson         | DQ      |
| –       | Maurizio Damilano     | DQ      |
| –       | Aristidis Karageorgos | DQ      |